# Oratorio di Sant'Ambrogio (Savona)
L'oratorio di Sant'Ambrogio sorge in un'area campestre del quartiere di Legino della città di Savona.
È la sede della Confraternita di Sant'Ambrogio (proprietaria anche della chiesa della Madonna del Monte).
Vi si ritrovano le panche in legno con gli scranni dei Maggiorenti e alcuni dipinti fra cui una tela della Vergine ambientata nella Legino del Settecento con i Confratelli in preghiera e un'altra tela del Seicento raffigurante i Santi Pietro e Paolo, probabilmente precedentemente posta nella chiesa romanica dedicata ai Santi, sulle alture alle spalle dell'abitato di Legino.